# منتخب إيطاليا تحت 17 سنة لكرة السلة
منتخب إيطاليا تحت 17 سنة لكرة السلة (بالإيطالية: Nazionale Under-17 di pallacanestro dell'Italia)‏ هو ممثل إيطاليا الرسمي في المنافسات الدولية في كرة السلة تحت 17 سنة.
منتخب ايطاليا لأقل من 17 عشر سنة لكرة سلة هو جيل صاعد لكرة سلة ايطاليا وبامتلاكه كثير من شبان و تكوين جيد في مراكز تكوين من أجل منافسة كرة السلة الأمريكية